# Saint-Agnant-de-Versillat
Saint-Agnant-de-Versillat település Franciaországban, Creuse megyében. Lakosainak száma 1059 fő (2022. január 1.). Saint-Agnant-de-Versillat Azerables, Bazelat, Noth, La Souterraine, Saint-Germain-Beaupré, Saint-Léger-Bridereix és Vareilles községekkel határos.

## Népesség
A település népessége az elmúlt években az alábbi módon változott:
| Lakosok száma | 1253 | 1067 | 1115 | 1121 | 1112 | 1104 | 1094 | 1088 | 1085 | 1059 |
|               | 1968 | 1982 | 1990 | 2006 | 2013 | 2015 | 2017 | 2019 | 2020 | 2022 |